# Reuben Chapman
Reuben Chapman, né le 15 juillet 1799 à Bowling Green (Virginie) et mort le 17 mai 1882 à Huntsville (Alabama), est un homme politique démocrate américain. Il est gouverneur de l'Alabama de 1847 et 1849.